# Instituto Nacional do Transporte Ferroviário
Das Instituto Nacional do Transporte Ferroviário, Instituto Público (abgekürzt INTF, IP, meist nur INTF; deutsch Nationales Institut für Eisenbahnverkehr) war die portugiesische Eisenbahnregulierungsbehörde. Sie übernahm, vergleichbar beispielsweise mit dem deutschen Eisenbahnbundesamt, die Konzessionierung des portugiesischen Eisenbahnnetzes, vergab Fahrzeugzulassungen und überwachte die staatliche Eisenbahninfrastrukturgesellschaft REFER sowie die agierenden Eisenbahnunternehmen.

## Geschichte und Funktion
Die Europäische Union forderte eine Liberalisierung des Eisenbahnbereiches, dem sich auch die portugiesische Regierung nicht entzog. Daher trennte die Regierung unter Premierminister Guterres im April 1997 mit der Gesetzesverordnung 104/97 neben der Infrastrukturgesellschaft Rede Ferroviária Nacional, eine neue Eisenbahnregulierungsbehörde mit dem Namen Instituto Nacional do Transporte Ferroviário, zu deutsch „Nationales Institut für Eisenbahnverkehr“. Die vollführte die geforderte Aufgabentrennung und -verteilung der staatlichen portugiesischen Eisenbahngesellschaft Caminhos-de-ferro Portugueses. Das INFT unterstand von Anfang an dem portugiesischen Ministerium für öffentliche Bauten, Verkehr und Kommunikation. Eine politische Einflussnahme durch dieses war jedoch nicht möglich.
Der Aufgabenbereich des INTF war breit gefächert, so überwachte es alle Schienenverkehrsmittel in Portugal, wie Eisenbahn, U-Bahn, Stadt- und Straßenbahn, und auch die zahlreichen Verkehrsaufzüge, Stand- und Seilbahnen. Das INTF war für deren Konzessionierung und Zulassung zuständig, für Modifikationen an jenen und konnte bei Verstoß auch Strafzahlungen verhängen. So mussten neue Bauten, ob neue Bahnhöfe, neue Gleisanlagen oder Bahnübergange, vor ihrer Inbetriebnahme immer vom INTF zuerst zugelassen werden. Außerdem schrieb das INTF Wettbewerbe für neue Strecken und Bahnsysteme aus, namentlich jedoch nur vier Ausschreibungen: einmal den Betrieb und Bau der Eisenbahnstrecke Eixo Norte-Sul zwischen Campolide über Pragal nach Pinhal Novo sowie die Stadtbahnsysteme in der Margem Sul do Tejo, in Porto sowie im Raum Coimbra.
Um die Position und Effizienz der verschiedenen Regulierungsbehörden der portugiesischen Transportmittel zu stärken, beschloss die Regierung unter Ministerpräsident Sócrates im Mai 2007 die Zusammenführung dreier verschiedener Behörden, darunter das INTF, die Direcção Geral dos Transportes Terrestres e Fluviais, („Generaldirektion für Land- und Schiffsverkehr“) und die Direcção Geral de Viação („Generaldirektion für Straßenverkehr“) zum neu zu gründenden Instituto da Mobilidade e dos Transportes Terrestres. Das neue Institut übernahm alle Aufgaben des INTF, sodass dieses bis Ende 2007 aufgelöst wurde.